# Park Gate
Park Gate – wieś w Anglii, w hrabstwie Hampshire, w dystrykcie Fareham. Leży 24 km na południe od miasta Winchester i 107 km na południowy zachód od Londynu.